# 184 Pułk Piechoty (II RP)
184 Pułk Piechoty (184 pp) – oddział piechoty Wojska Polskiego, improwizowany w trakcie kampanii wrześniowej.
Pułk walczył w kampanii wrześniowej na szlaku bojowym 60 Dywizji Piechoty „Kobryń”, Samodzielnej Grupy Operacyjnej „Polesie”. W dokumentach sztabowych z działań we wrześniu i październiku 1939 roku posługiwano się numeracją 84 pp II rzutu mobilizacyjnego. W relacjach i wspomnieniach posługiwano się nazewnictwem 84 i 184 pułk piechoty. W okresie powojennym przyjęto nazwę 184 pułk piechoty.

## Formowanie pułku
W związku z mobilizacją alarmową zarządzoną 23 marca 1939 roku i wyjazdem macierzystego 84 pułku piechoty w zachodnie rejony kraju, w garnizonach Pińsk i Łunieniec pozostali rekruci wcieleni w marcu oraz niezbędna kadra do szkolenia. Ponadto pozostały drobne pododdziały starszego rocznika do pełnienia służby wartowniczej i obsługi instytucji garnizonowych oraz pozostałości kadry i rezerwistów. Pozostałościami tymi do końca marca dowodził II zastępca dowódcy pułku - kwatermistrz mjr Józef Żeleski. Następnie dowództwo przejął I zastępca dowódcy pułku ppłk. dypl. Andrzej Strach i sprawował je do 31 sierpnia 1939 roku. W tym czasie utworzono batalion rekrucki kpt. Seweryna Kozery i batalion rezerwistów por. rez. Stefana Szymczaka. Po ogłoszeniu mobilizacji powszechnej 1 września batalion marszowy 84 pułku piechoty i kompania wartownicza pozostały w Pińsku. Natomiast batalion rekrucki i wszyscy żołnierze rezerwy, którzy zostali zmobilizowani jako Oddział Nadwyżek 84 pułku Strzelców Poleskich zostali przewiezieni koleją pod dowództwem mjr. J. Żelskiego do Ośrodka Zapasowego 30 DP w Kobryniu. Rozmieszczeni został w pobliskich wsiach. Na miejscu z przewiezionych żołnierzy rozpoczęto formowanie dwóch batalionów piechoty, I batalion z żołnierzy młodego rocznika, II batalion z rezerwistów. 10 września dowódca Okręgu Korpusu nr IX  nakazał utworzyć dwubatalionowy 184 rezerwowy pułk piechoty. Na jego dowódcę mianowany został mjr Józef Żeleski. Pułk wszedł w skład doraźnie zorganizowanej Dywizji Piechoty „Kobryń”.   
1 kompania ckm wyposażona była w 6-7 ckm wz. 1908, 2 moździerze 81 mm jeden - wz.1918 i jeden - wz. 1928), 2 kompania ckm 12 ckm wz.1930 w trzech plutonach, pluton moździerzy z 4 moździerzami wz.1928 oraz działon przeciwpancerny 37 mm wz.1936.  W każdej drużynie strzelców 1 rkm + kb i kbk. Stan I batalionu około 600 żołnierzy, stan II batalionu około 1200 żołnierzy

## Działania bojowe 184 pułku piechoty

### Walki o Kobryń
Zgodnie z zadaniem 184 pułk piechoty miał obsadzić pozycje na Kanale Królewskim między Kobryniem a Horodecznem. 13 września I batalion pułku przegrupowano z dotychczasowego miejsca zakwaterowania we wsi Bosiacze do wsi Kotasze na południe od Kobrynia, gdzie przystąpił do rozbudowy obrony z trzech kierunków i ubezpieczył ugrupowanie Dywizji "Kobryń" z lewego skrzydła. Tego samego dnia II batalion objął obronę na północ od Kobrynia nad rzeką Muchawiec w rejonie wsi Przyłuki. Oba bataliony działały oddzielnie, dowódca pułku w dniach 16-20 września dowodził grupą obrony ważnego skrzyżowania dróg w Puszczy Rudzkiej mając pod dowództwem dywizyjną kompanię saperów i batalion II/182 pp. Ze względu na spodziewane niemieckie natarcie w kierunku Kobrynia, dowódca dywizji płk Epler wyznaczył I batalion do dokonania wypadu na Żabinkę, gdzie pododdziały niemieckie budowały przyczółek mostowy na Muchawcu oraz czołgi niemieckie stojące na szosie brzeskiej. I Batalion doposażony w granaty i butelki z benzyną wymaszerował nocą 15/16 września, bez kompanii ckm. 16 września o świcie kompanie strzeleckie I batalionu po wykonaniu ok. 45 km marszu wykonały natarcie z rejonu wsi Dziahle na niemiecką obronę I/5 pp zmot. wspartego samochodami pancernymi i artylerią. Niemiecki batalion powstrzymał i odrzucił polski atak, zadając batalionowi straty. Ranny został dowódca 1 kompanii strzeleckiej, a dowódca batalionu zachorował. Przez dwa dni 16 i 17 września batalion pododdziałami powracał na swoje pozycje, następnie zajął obronę w rejonie wsi Hajkówka na szosie Kobryń-Włodawa. Stoczył potyczki ogniowe ze zmotoryzowanymi jednostkami niemieckimi. I batalion wieczorem 17 września wycofał się do Dywina, dołączył również II batalion.   
W dniu 18 i 19 września pułk wypoczywał. Następnie 20 i 21 września maszerował trasą Mokrany-Ratno, 22-23 września przez Piaseczno-Czeremszankę-Wyżwę Nową i Rudki. II batalion 22 września likwidował opór band dywersyjnych we wsiach Piaseczno, Czeremszanka i Borzowa. 24 września dotarł do Krymna, a nazajutrz do Smolar i Szacka. 26 września pułk osiągnął Piszczę, na skraju miejscowości w godzinach popołudniowych stoczył walkę z pododdziałem rozpoznawczym wojsk Armii Czerwonej odrzucając je. 27 września II batalion kpt. Kozyry ubezpieczał przeprawę dywizji na zachodni brzeg rzeki Bug, zajął stanowiska obronne we wsi Tomaszówka. Po stoczeniu walki z pancerno-motorowym oddziałem sowieckim batalion stopniowo wieczorem opuścił przedmoście po moście pontonowym, który został zdemontowany i zajął pozycje na zachodnim brzegu Bugu. 28 września, utworzono 60 Dywizję Piechoty, pułk wszedł w jej struktury. 29 września II batalion pomaszerował w kierunku Radzyń-Parczew jako straż tylna dywizji. 29 i 30 września w trakcie marszu przez Puchową Górę, Kolano i Milanów pułk był atakowany przez lotnictwo sowieckie.   

### W bitwie pod Kockiem
1 października pułk przemaszerował przez Suchowolę, osiągając Borki i Ossowo. 2 i 3 października II batalion odpoczywał, gdyż znajdował się w odwodzie dywizji. W ugrupowaniu 184 pp znajdowała się dwudziałowa bateria 100 mm haubic kpt. Nowakowskiego. Nocą 3/4 października pułk przemaszerował do lasów w rejonie Hordzieżki i Lipiny. 4 października w godzinach popołudniowych II batalion kpt. Kozyry otrzymał rozkaz zdobycia wsi Wola Gułowska. Batalion z marszu opanował zachodnią część Woli Gułowskiej łamiąc słaby opór jednostek niemieckiej 13 DP Zmot., gdy ok. godz. 19.00 natarcie dotarło do rejonu kościoła i cmentarza, czyli wschodniej części wsi opór niemiecki stał się silny. Nocny szturm 5 kompanii na pozycje wroga nie przyniósł zamierzonych efektów ze szturmującej kompanii poległo, bądź zostało rannych 50% stanów osobowych. Wprowadzona odwodowa 6 kompania zdołała wedrzeć się w niemiecką obronę, lecz jej natarcie zostało zatrzymane. O świcie natarcie II batalionu zostało zatrzymane w kilkugodzinnym ostrzale niemieckiej artylerii i broni maszynowej. II batalion poniósł dalsze ciężkie straty osobowe. Ok. godz. 9-10 na rozkaz dowódcy 60 DP przy słabym wsparciu artylerii do natarcia z lasu Hordzieżka ruszył 182 pp, a wraz z nim I batalion 184 pp i samodzielny batalion 179 pułku piechoty. Nacierające bataliony dotarły do stanowisk batalionu kpt. Kozery, przez jego stanowiska nacierając dalej  pod ostrzałem wroga przekroczył linie bratni I batalion pułku. Wyczerpany II/184 pp o godz. 14.00 na rozkaz dowódcy pułku odszedł na tyły w rejon lasu obok wsi Lipiny. I batalion stoczył ciężką walkę o klasztor, część batalionu wspólnie z prawoskrzydłowym batalionem marynarzy ze 182 pp zdobyła las obok Woli Gułowskiej. Na lewym skrzydle batalion samodzielny 179 pp wraz z częścią I/184 pp odparli niemiecki kontratak w sile batalionu piechoty. 5 października 184 pułk walczył z niemieckim 66 zmotoryzowanym pułkiem piechoty. Działania w rejonie cmentarza w Turzystwie i kościoła w Woli Gułowskiej przyniosły pokaźną zdobycz w postaci ok. 80 jeńców niemieckich, wiele broni maszynowej i strzeleckiej. III batalion marynarski 182 pp przeszedł do pościgu. Natarcie na Wolę Gułowską doprowadziło do opanowania zajmowanych przez nieprzyjaciela obiektów. Zwycięstwo okupione było dużymi stratami sięgającymi 50-60% stanów walczących batalionów, śmiertelnie ranny został były dowódca I batalionu kpt. Bilczewski, który uczestniczył w natarciu. 184 pułk piechoty posiadał niewielką ilość amunicji, artyleria wystrzeliła ostatnie pociski. Z uwagi na podjęcie rozmów o przerwaniu walk wieczorem 5 października pułk został wycofany do południowej części lasu nadleśnictwa Adamów. Artyleria niemiecka ostrzeliwała rejon zbiórki pułku przysparzając dalszych strat. Po zakopaniu i zniszczeniu części broni i wypłaceniu poborów i żołdu, działania pułku zakończono. Decyzja gen. Franciszka Kleeberga przerwała bitwę pod Kockiem. Zgodnie z rozkazem dowódcy SGO „Polesie”, 184 pułk piechoty złożył broń w Czarnej.

## Żołnierze 184 pp
- dowódca pułku – mjr Józef Żelski (do 4 X 1939), ppłk Jacek Jura[12][13]
- I adiutant pułku – kpt. Adam Różański
- II adiutant pułku – por. Zygmunt Pawlik
- dowódca I batalionu – kpt. Seweryn Kozyra (do 11 IX 1939) kpt. Franciszek Bilczewski (11-17 IX 1939)[14], por. Józef Komarnicki(od 17 IX 1939)[15]
  - adiutant batalionu – pchor. Krystek, ppor. rez. Henryk Lewicki[16]
  - dowódca 1 kompanii strzeleckiej – por. Antoni Wacław Waryszak (do 16 IX 1939), ppor. rez. Kazimierz Wróblewski[17]
    - dowódca I plutonu - por. rez. Mieczysław Izdebski[18]

  - dowódca 2 kompanii strzeleckiej – ppor. Janusz Maria Pauli
    - dowódca I plutonu - ppor. rez. Józef Tadeusz Olesiejuk[19][20]
    - dowódca II plutonu - ppor. rez. Marceli Kukliński[20]
    - dowódca III plutonu - ppor. rez. Bolesław Mojzykiewicz[20]

  - dowódca 3 kompanii strzeleckiej – ppor. Stanisław Szczepaniak
    - dowódca I plutonu - ppor. rez. Ludwik Adamski[21]
    - dowódca II plutonu - ppor. rez. Bolesław Wójcik[22]
    - dowódca III plutonu -ppor. rez. Zygmunt Bużalski[23], plut. pchor. Waldemar Wasiukiewicz[23]

  - dowódca 1 kompanii ckm – por. Józef Komarnicki (do 17 IX 1939) ppor. rez. Henryk Grimm[24]
    - dowódca I plutonu - ppor. rez. Henryk Grimm[25]
    - dowódca plutonu moździerzy - ppor. rez. Kazimierz Wierzbowski[26]
- dowódca II batalionu – kpt. Franciszek Bilczewski (do 11 IX 1939)[27], kpt. Seweryn Kozyra (od 11 IX 1939)[4]
  - adiutant batalionu – ppor. rez. Tadeusz Michniewicz
    - drużyna łączności

  - oficer płatnik - por. rez. Jerzy Ratyński[4]
  - oficer żywnościowy i taborowy - por. rez. Mikołaj Minkiewicz[4]
  - dowódca 4 kompanii strzeleckiej – kpt. rez. Jan Korcyl
    - zastępca dowódcy 4 kompanii strzeleckiej - ppor. Kazimierz Szubert[28]
      - dowódca plutonu - ppor. rez. Henryk Łapiński[29]
      - dowódca plutonu - ppor. rez. Julian Szyca[30]
      - dowódca plutonu - ppor. rez. Franciszek Nasiadko[16]
      - dowódca IV plutonu - ppor. rez. Jerzy Woźniak (wraz z plutonem w kompanii od 27 IX 1939)[31]

  - dowódca 5 kompanii strzeleckiej – por. Julian Józef Kulma
    - zastępca dowódcy 5 kompanii strzeleckiej - ppor. Stefan Szewczyk[30]
      - dowódca I plutonu - ppor. rez. Henryk Łapiński[16]
      - dowódca II plutonu - ppor. rez. Ryszard Licbarski[32]
      - dowódca III plutonu - ppor. rez. Franciszek Pacewicki[33]

  - dowódca 6 kompanii strzeleckiej – ppor. Marian Tarnawski
    - dowódca plutonu - ppor. rez. Edward Komorowski[34]
    - dowódca plutonu - ppor. rez. Roman Moroz[35]
    - dowódca plutonu - ppor. rez. Stanisław Miłoszewski[36]

  - dowódca 2 kompanii ckm – por. Stanisław Byrczek
    - dowódca I plutonu - ppor. rez. Władysław Gałązka[37]
    - dowódca II plutonu - ppor. rez. Franciszek Olkowski[38]
    - dowódca III plutonu - ppor. rez. Franciszek Sytniejewski[37]
    - dowódca plutonu moździerzy - ppor. rez. Antoni Jasiuk[39]